# Ponte San Francisco
Ponte de San Francisco es una aldea
española dividida entre los municipios de Noya y Lousame. Este artículo hace referencia a la parte de la aldea situada en la parroquia de Tállara en el municipio de Lousame, La Coruña, Galicia.
Está situada en el suroeste del municipio a 78 metros de altura y 5 kilómetros de la capital municipal. Las localidades más cercanas son Merelle, Sueiro, Vilar y Sobreviñas. En 2021 tenía una población de 16 habitantes (10 hombres y 6 mujeres).